# Neonemoria virescens
Neonemoria virescens là một loài bướm đêm trong họ Geometridae.